# Hedyjoppa hashimotoi
Hedyjoppa hashimotoi är en stekelart som beskrevs av Kusigemati 1987. Hedyjoppa hashimotoi ingår i släktet Hedyjoppa och familjen brokparasitsteklar. Inga underarter finns listade i Catalogue of Life.